# Volkovskita
La volkovskita és un mineral de la classe dels borats. La volkovskita va ser descrit per primera vegada al Kazakhstan per part de Kondrat'eva et al. (1966), i va ser redefinida per Mandariner et al. (1990) a partir de les mostres trobades al dipòsit de Salt Springs. La redefinició va establir la simetria triclínica i la presència de K i Cl com a constituents essencials del mineral. Rep el seu nom en honor d'A.I. Volkovskaya, petrògraf rus.

## Característiques
La volkovskita és un borat de fórmula química KCa₄B22O32(OH)10Cl·4H₂O. Cristal·litza en el sistema triclínic en forma de cristalls que varien de forma entre pseudohexagonal i triangular i en plaques micàcies, de fins a 1 cm; també es pot presentar en agregats en forma de llibre. La seva duresa a l'escala de Mohs és 2,5.
Segons la classificació de Nickel-Strunz, la volkovskita pertany a «06.EC - Filopentaborats» juntament amb els següents minerals: biringuccita, nasinita, gowerita, veatchita, tuzlaïta, heidornita i brianroulstonita.

## Formació i jaciments
La volkovskita és un mineral poc freqüent en els residus insolubles en aigua a partir de mines de sal i dipòsits de potassa. A més de les seves dues co-localitats tipus també ha estat descrita a altres indrets del Canadà i el Kazakhstan; a un pou de sal, al comtat de Clarke (Alabama, Estats Units); a la mina Bouly, a Loftus (Anglaterra, Regne Unit); a Al-Monawarh (Medina, Aràbia Saudita) i al dipòsit de salts de K Nepskoe, a la coca del riu Nepa (Irkutsk, Rússia).
Sol trobar-se associada a altres minerals com: halita, silvita, hilgardita, boracita i anhidrita.